# Höllmühle (Wilburgstetten)
Höllmühle ist ein Gemeindeteil der Gemeinde Wilburgstetten im Landkreis Ansbach (Mittelfranken, Bayern). Höllmühle liegt in der Gemarkung Wilburgstetten.

## Geografie
Der Weiler, der auf eine Wassermühle zurückgeht, liegt 120 Meter vor dessen Mündung am Höllbach, dem letzten rechten Zufluss der zur Wörnitz fließenden Rotach. Südöstlich des Ortes liegen der Untere und Obere Höllweiler, die der Höllbach durchfließt. Im Südwesten grenzt das Waldgebiet Brand an, im Südosten das Waldgebiet Hetschenlach. Dort befindet sich ein ehemaliger römischer Wachturm. Unmittelbar östlich befindet sich die Sportanlage von Wilburgstetten. Ein Anliegerweg führt zur Staatsstraße 2385, die nach Mönchsroth (2,1 km westlich) bzw. nach Wilburgstetten zur Bundesstraße 25 verläuft (0,5 km nordöstlich).

## Geschichte
Höllmühle gehörte zur Realgemeinde Wilburgstetten. Das Hochgericht und die Grundherrschaft übte die Reichsstadt Dinkelsbühl aus. Ende des 18. Jahrhunderts gab es nur die Mühle als Anwesen, die zu dieser Zeit als Ölmühle genutzt wurde. Die Reichsstadt Dinkelsbühl verwaltete die grundherrlichen Ansprüche für die katholische Kirchenpflege.
Mit dem Gemeindeedikt wurde Höllmühle dem 1811 gebildeten Steuerdistrikt und der im selben Jahr gebildeten Ruralgemeinde Wilburgstetten zugewiesen.

### Einwohnerentwicklung
| Jahr      | 001818 | 001840 | 001861 | 001871 | 001885 | 001900 | 001925 | 001950 | 001961 | 001970 | 001987 |
| Einwohner |        | 5      | *      | 5      | 4      | 14     | 6      | 9      | 5      | 5      | 7      |
| Häuser    | 1      | 1      |        |        | 1      | 2      | 1      | 1      | 2      |        | 3      |
| Quelle    | [ 9 ]  | [ 10 ] | [ 11 ] | [ 12 ] | [ 13 ] | [ 14 ] | [ 15 ] | [ 16 ] | [ 17 ] | [ 18 ] | [ 1 ]  |

## Religion
Der Ort ist römisch-katholisch geprägt und bis heute nach St. Margareta (Wilburgstetten) gepfarrt. Die Protestanten sind nach St. Oswald und Ägidius (Mönchsroth) gepfarrt.